# Syndicat mixte de l'aire urbaine Belfort-Montbéliard-Héricourt-Delle
Ne doit pas être confondu avec Aire urbaine de Belfort ou Aire urbaine de Montbéliard.

Implantation dans l'Est de la France.

Le Syndicat mixte de l'aire urbaine Belfort-Montbéliard-Héricourt-Delle, également connu sous le sigle SMAU fut la structure porteuse du Pays de l’Aire urbaine au sens de la LOADDT (ou loi Voynet) de 1999 (et non pas une aire urbaine statistique comme son nom pourrait le faire penser). Ce syndicat mixte regroupait dix collectivités locales du nord-est de la Franche-Comté. Elle représentait 309 164 habitants en 2011.
À la suite de la création, en 2016, du Pôle métropolitain Nord Franche-Comté, les élus du SMAU délibèrent, le 22 juin 2018, en faveur de la liquidation du syndicat.

## Présentation
Le Syndicat mixte de l'Aire urbaine Belfort-Montbeliard-Héricourt-Delle (SMAU) a succédé à l'association Aire urbaine 2000, dissoute le 8 février 2002, dont il a repris les missions. La précédente structure présidée par Jean-Pierre Chevènement datait de 1984. Après l'établissement d'une Charte qui a conduit à la création du Pays de l'Aire urbaine en 2003, le SMAU se consacre à l'animation du réseau de collectivités locales qui permet de coordonner les différentes politiques d'aménagement du territoire : accompagnement de l'arrivée du TGV et de la gare de Belfort - Montbéliard TGV, fusion des hôpitaux publics de Belfort et de Montbéliard accompagné de la construction d'un nouvel hôpital, harmonisation des réseaux de transports en commun, etc.
Le SMAU est également directement porteur de projets déclarés d'intérêt syndical, et dispose d'une compétence opérationnelle sur l'aménagement numérique (boucle locale haut débit, projet Très Haut Débit).
Le président du syndicat est Éric Koeberlé, élu en 2015.
Les collectivités membres sont :
- des conseils départementaux :
  - le Conseil départemental du Doubs,
  - le Conseil départemental de la Haute-Saône,
  - le Conseil départemental du Territoire de Belfort ;
- des structures intercommunales :
  - Grand Belfort,
  - Pays de Montbéliard Agglomération,
  - la Communauté de communes du Sud Territoire,
  - la Communauté de communes du pays d'Héricourt ;
- des communes :
  - la commune de Belfort,
  - la commune de Montbéliard,
  - la commune d'Héricourt.

Certaines communautés de communes incluses dans le périmètre du Pays de l'Aire urbaine ne sont pas membres du SMAU. Elles sont cependant représentées à titre consultatif dans les instances délibératives du SMAU.
Fin 2009, les principales collectivités de l'Aire urbaine se sont donné comme objectif à l'horizon 2020 de constituer une entité administrative unique. Cette perspective doit déboucher en 2016 sur la création d'un Pôle métropolitain qui prendra le relai du SMAU sur les questions métropolitaines.

## Présidents du SMAU
- Éric Koeberlé (2015-)
- Étienne Butzbach (2013-2014)
- Jean-Michel Villaumé (2011-2013)
- Pierre Moscovici (2009-2011)
- Yves Ackerman (2004-2009 et 2014)
- Christian Proust (2002-2004)

## Territoire
Le territoire concerné par la Charte de Pays adoptée en 2003 est à cheval sur trois départements (le Doubs, la Haute-Saône et le Territoire de Belfort). Il représente environ 307 000 habitants sur 199 communes et recouvre principalement deux aires urbaines :
- Belfort 104 962 habitants (ville 52 521, agglomération 81 524) ;
- Montbéliard 180 062 habitants (ville 28 766, agglomération 113 059).

Les autres villes sont Héricourt, Delle, Audincourt, Pont-de-Roide, Giromagny, Beaucourt...
Depuis 2003, le périmètre a évolué à la marge selon le rattachement de certaines communes (Valonne, Arcey, Bretigney, etc.) à des communautés de communes internes ou externes au Pays et va encore se modifier au 01/01/2017 avec les conséquences de la Loi NOTRe.
Ce territoire a une densité moyenne de 248 habitants/km2.
Bien que ne formant pas une seule entité statistique pour l'Insee, cette région du nord-est de la Franche-Comté présente une quasi-continuité de l'habitat, de l'industrie, des services, des infrastructures, de Pont-de-Roide au sud à Giromagny au nord en passant par Audincourt, Valentigney, Montbéliard, Héricourt, Belfort, Valdoie...
Ce n'est pas une agglomération centrée sur une ville, mais un ensemble multipolaire autour d'un axe principal sud-ouest / nord-est matérialisé par l'autoroute A36 et qui constitue un bassin démographique et économique commun, au sein duquel les collectivités collaborent, notamment via le SMAU et bientôt le Pôle métropolitain, sans qu'aucune d'entre elles n'ait de rôle vraiment prépondérant.
Ce territoire atypique représente un pôle démographique et économique important de la région Bourgogne-Franche-Comté, au même titre que Dijon et Besançon, et devant d'autres villes de taille beaucoup plus modeste (Dole, Pontarlier, Vesoul, Lons-le-Saunier...). Mêlant des zones urbaines et des espaces en partie ruraux, elle se présente à la fois comme le premier bassin industriel du grand Est et comme l'agglomération la plus verte de France.
L'Aire urbaine est frontalière avec la Suisse (Canton du Jura) : elle est donc concernée par les problématiques transfrontalières (travailleurs transfrontaliers, transports, etc.).

### L'espace central
L'espace central se situe au carrefour de l'autoroute et la route nationale 19 entre Belfort et Montbéliard. Il concentre les grands projets initiés par le Pays de l'Aire urbaine, dont l'université de technologie de Belfort-Montbéliard (UTBM), la gare de Belfort - Montbéliard TGV et l'hôpital Nord Franche-Comté (HNFC). Des ZAC sont en développement sur cette zone, dont La Jonxion, parc technologique de la gare TGV et Technoland II.

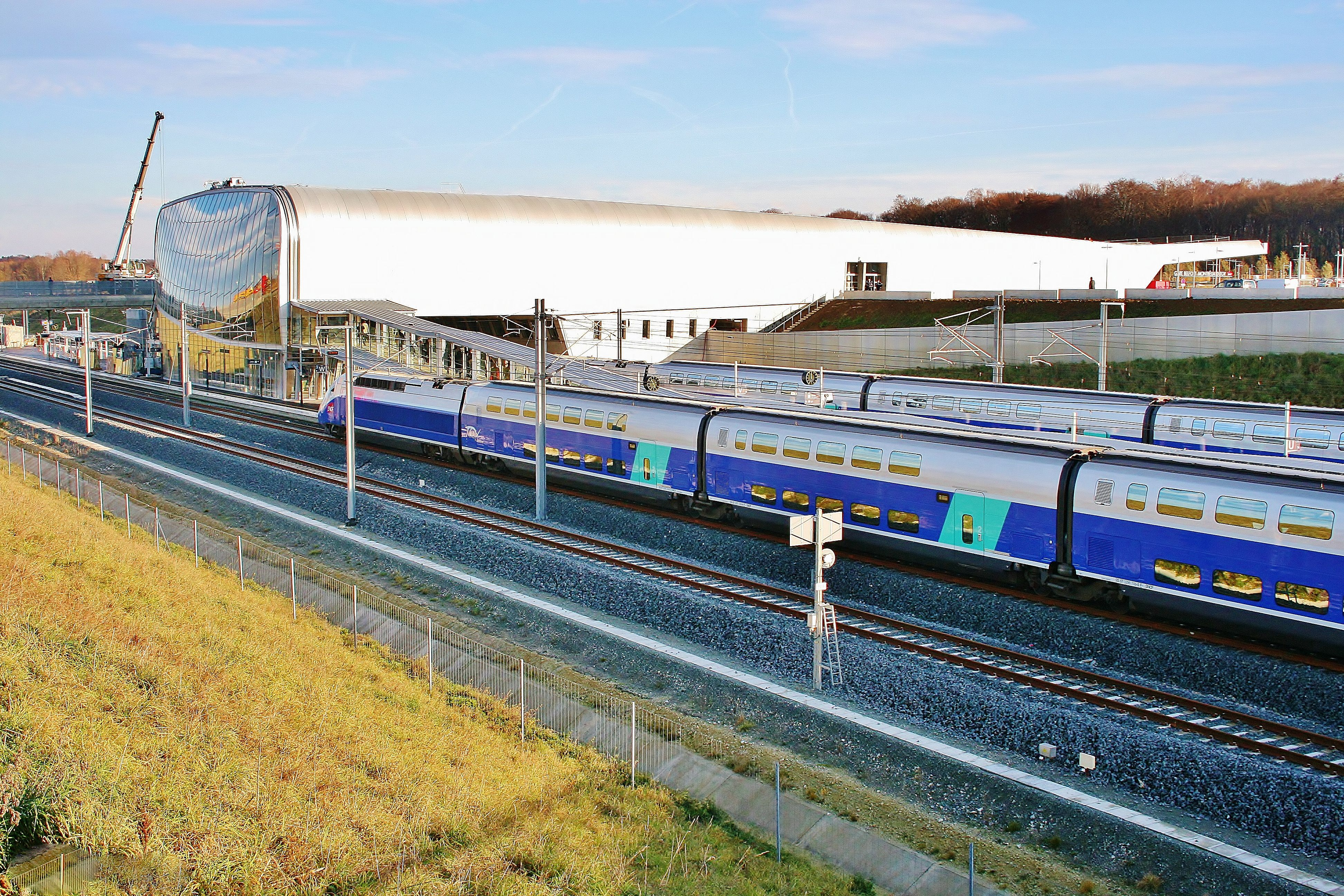
La gare de Belfort - Montbéliard TGV.
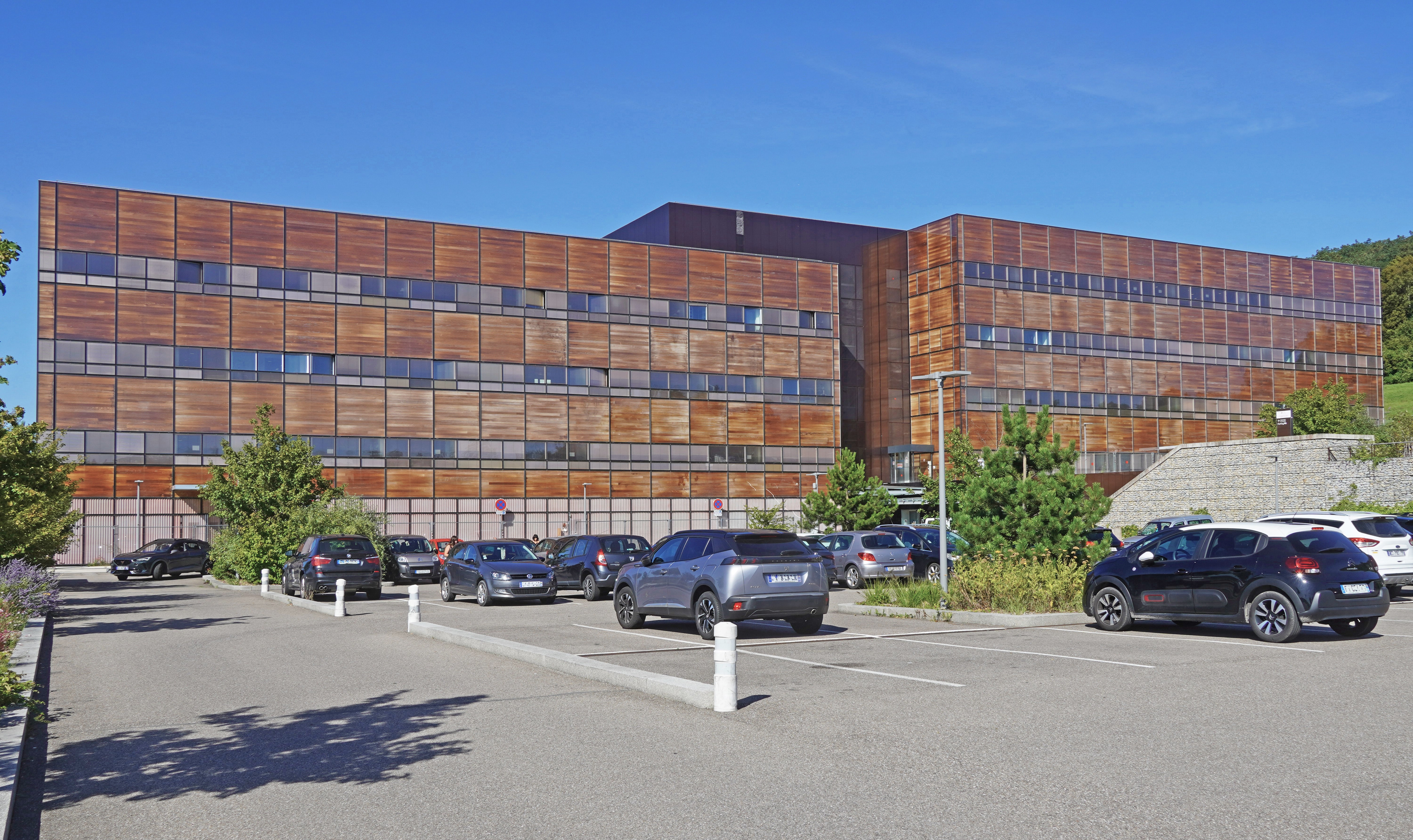
L'hôpital Nord Franche-Comté.
La Jonxion.
L'UTBM.

## Économie
L'Aire urbaine Belfort-Montbéliard-Héricourt-Delle est marquée par la persistance d'une très forte industrialisation et la présence de 3 grandes multinationales : PSA Sochaux, Alstom Transport et General Electric. Le Pays de Montbéliard est spécialisé dans l'automobile avec principalement l'usine PSA Sochaux (~11 000 salariés) et ses sous-traitants. Le Territoire de Belfort a réussi sa reconversion à la suite de la fermeture de l'usine Bull à la fin des années 1990. Une « vallée de l'énergie » est en train de se constituer autour de General Electric (qui a intégré les activités d'Alstom Power).
- Automobile (PSA Sochaux)
- Constructions ferroviaires (Alstom) : TGV, locomotives fret
- Constructions électromécaniques (General Electric)
- Industries de pointe
- Luxe (Hermès)
- Métallurgie
- Activités tertiaires

## Transports
L'Aire Urbaine dispose de deux réseaux de transports en commun distincts (la CTPM le Pays de Montbéliard et Optymo pour le Territoire de Belfort). La mise en service de la LGV Rhin-Rhône le 11 décembre 2011 avec la gare de Belfort - Montbéliard TGV, et la réouverture de la ligne Belfort - Delle - Bienne sont des éléments structurants de l'Aire Urbaine en devenir.